# Іванченко Андрій Федорович
Андрі́й Фе́дорович Іва́нченко (нар. 15 липня 1904 — 6 березня 1945) — радянський артилерист часів Другої світової війни, командир вогневого взводу 843-го артилерійського полку 299-ї стрілецької дивізії (57-а армія, 3-й Український фронт), старший лейтенант. Герой Радянського Союзу (1945).

## Біографія
Народився 15 липня 1904 року в селищі Кефаліне Братолюбівської волості Олександрійського повіту Херсонської губернії Російської імперії (нині — місто Долинська, районний центр Кіровоградської області) в селянській родині. Українець.
Протягом 1925–1927 років проходив військову службу в лавах РСЧА.
У 1935 році закінчив Бобринецький технікум механізації та електрифікації сільського господарства, працював директором школи механізації сільського господарства. Член ВКП(б) з 1939 року.
З початком німецько-радянської війни був евакуйований до Саратовської області, де працював агрономом Краснопольської МТС.
Вдруге до лав РСЧА призваний у грудні 1942 року Ровенським РВК Саратовської області. Воював на Волховському, 2-у і 3-у Українських фронтах. 1 червня 1943 року отримав важке поранення. Після лікування у шпиталі направлений до військово-політичного училища в місті Єлабуга (Татарстан). З 27 червня 1944 року — командир вогневого взводу 843-го артилерійського полку 299-ї стрілецької дивізії.
Особливо відзначився під час боїв в Угорщині. 6 березня 1945 року поблизу села Яко вогневий взвод старшого лейтенанта А. Ф. Іванченка відбивав наступ значних сил піхоти і танків супротивника, що підтримувався масованим артилерійським вогнем. Влучним вогнем було знищено до 200 солдатів і офіцерів ворога, проте взвод був оточений піхотою супротивника силою до 2-х батальйонів. А. Ф. Іванченко організував кругову оборону й протягом години бійці вели вогонь по ворогу, доки не скінчились снаряди. Після цього артилерісти вели вогонь з особистої стрілецької зброї і, врешті, пішли у рукопашний бій. У цьому бою старший лейтенант А. Ф. Іванченко загинув разом зі своїми бійцями.
Похований у братській могилі в селищі Кишкорпад, західніше міста Капошвар (Угорщина).

## Нагороди
Указом Президії Верховної Ради СРСР від 29 червня 1945 року за зразкове виконання бойових завдань командування на фронті боротьби з німецькими загарбниками та виявлені при цьому відвагу і героїзм, старшому лейтенантові Іванченку Андрію Федоровичу присвоєне звання Героя Радянського Союзу (посмертно).
Також був нагороджений орденом Червоної Зірки (24.01.1945) та медаллю «За оборону Ленінграда» (1943).